# Monastère de Ferapontov
Le monastère de Ferapontov (en russe : Ферапонтов монастырь), situé dans le hameau de Ferapontovo dans le raïon de Kirillov de l'oblast de Vologda, est considéré comme l'un des plus beaux exemples de l'art et de l'architecture médiévale russe, raison pour laquelle il est inscrit sur la liste du patrimoine mondial de l'UNESCO.

## Histoire
Le monastère est fondé par saint Feraponte ou Phéraponte en 1398 (Ферапонт, forme russe du prénom grec Θεράπων Thérapôn, prénom devenu Θεράποντας Théraponte)  à l'est du monastère de Kirillo-Belozersky - nommé en l'honneur de Cyrille Belozersky (ou du Lac Blanc). Le monastère commence à devenir connu sous le disciple de Cyrille, saint Martinien, qui deviendra abbé du monastère de la Trinité-Saint-Serge en 1447.
Le monastère sera protégé et favorisé par les membres de la famille d'Ivan III. La structure la plus ancienne, la cathédrale de la Nativité de la Vierge (1490) est construite par les maîtres de Rostov. C'est l'édifice le mieux préservé des trois cathédrales construites dans les années 1490 dans le nord de la Russie. Tous les murs intérieurs sont couverts de fresques peintes par Dionisius.
Dans les années 1530, on ajoute une trésorerie, un réfectoire, et l'église de l'Annonciation, surmontée d'un beffroi. À l'époque, le monastère jouissait de l'attention particulière d'Ivan IV, comprenant ainsi 60 villages des alentours. Le tsar lui-même visitait souvent le monastère en tant que simple pèlerin.
Pendant l'Interrègne, les Polonais pillent le monastère. Pendant sa reconstruction, on construit également les églises de saint Martinien (1641), une église-barbacane (1650) et un beffroi (1680). Les cloches du beffroi, datant de 1638, sont dites les plus anciennes de Russie.

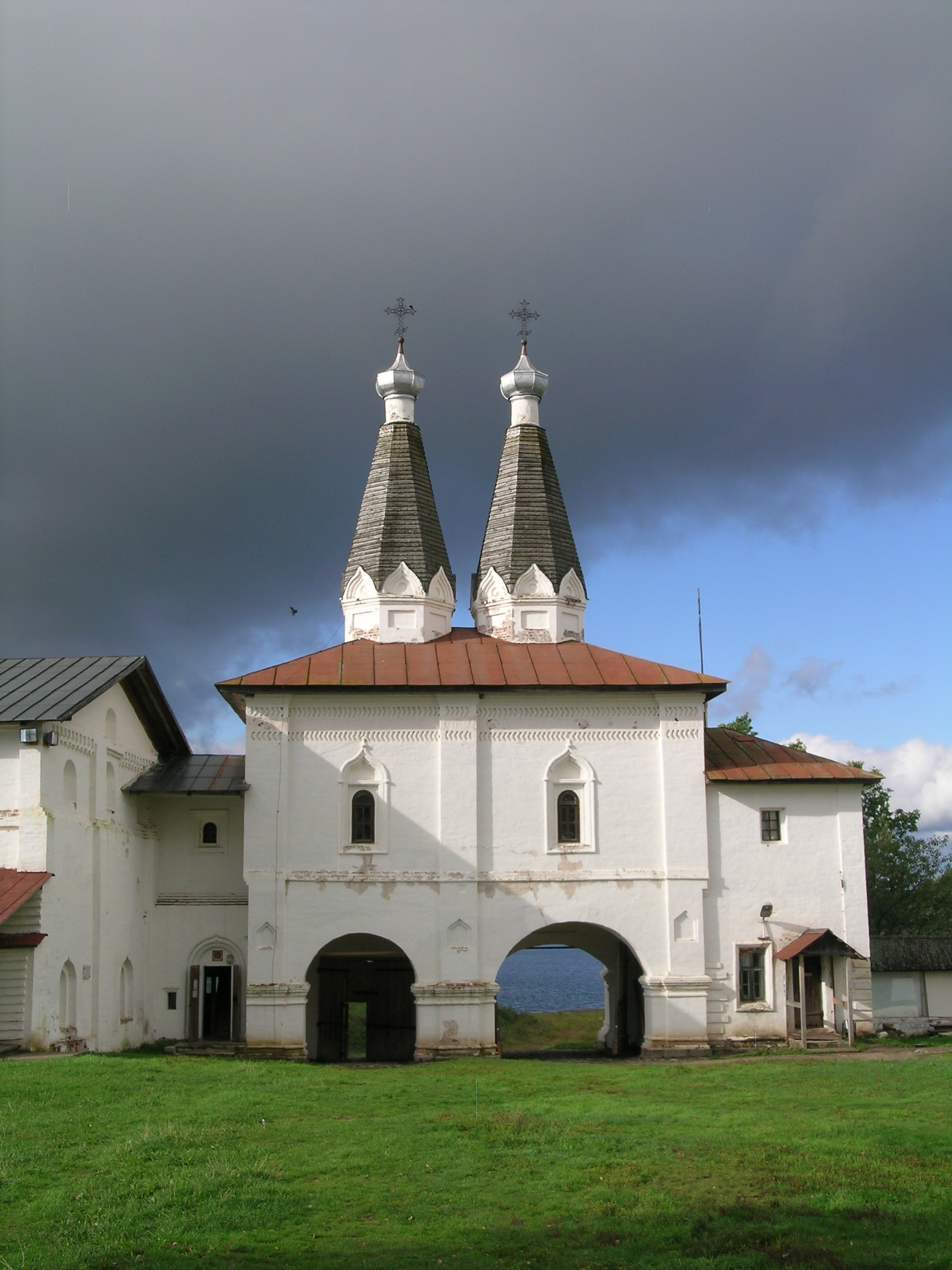
Les Saintes portes du monastère de Ferapontov

Le monastère perdit peu à peu son importance religieuse, devenant un lieu d'exil pour le clergé distingué, dont le patriarche Nikon. Il fut aboli par l'empereur Paul Ier de Russie en 1798, réinstauré comme couvent en 1904, fermé par les Bolchéviques vingt ans plus tard, et transformé en musée en 1975. Le musée fait partie du parc national du nord de la Russie depuis 1991.

## Fresques
Les fresques de la Nativité de la Vierge du monastère de Ferapontov peuvent être datées par une inscription des années 1500-1502 sur celles-ci. Le peintre en est Dionisius aidé de ses fils et de  ses élèves. Ces fresques sont situées au dessus portail ouest. Elles sont d'une pureté antique, classique. À partir du XIVe siècle le culte de la Vierge a une importance croissante en Russie. Ce culte est arrivé de Byzance par la Serbie. Les personnages sont allongés, un peu raides et l'impression donnée est celle d'une majesté tranquille. C'est un art éthéré et un peu conventionnel. Un peu maniériste aussi, avec un goût de la décoration . AlexeI I. Komech compare ces fresques aux chefs-d'œuvre de chapelle des Scrovegni de Giotto. Mais, remarque l'historien, le monde sublime de Dionisius n'aspire pas à un achèvement plastique. Ses couleurs sont pures et inspirées, comme ses personnages, extrêmement idéalisés. L'élégance et la beauté des juxtapositions de couleurs n'est pas sans rappeler aussi les miniatures bourguignonnes de la même époque.
Actuellement, au début de l'été 2017, le travail est en cours au monastère de Ferapontov à l'église de la Nativité-de-la-Vierge pour numériser 300 fresques anciennes sur une surface de plus de 600 mètres carrés. Le monastère de Ferapontov est le seul où des fresques de Dionisius ont été conservées dans leur forme originale sans rénovation. Le résultat visé est d'obtenir des images de très haute qualité qui fassent le tour complet des murs de l'église. Tous les chercheurs y auront accès et l'état des peintures pourra être surveillé par comparaison. Le scanner utilisé  enregistre en trois dimensions et peut reconstituer la surface jusqu'à obtenir une précision d'un micromètre sur une surface d'une profondeur de deux centimètres  

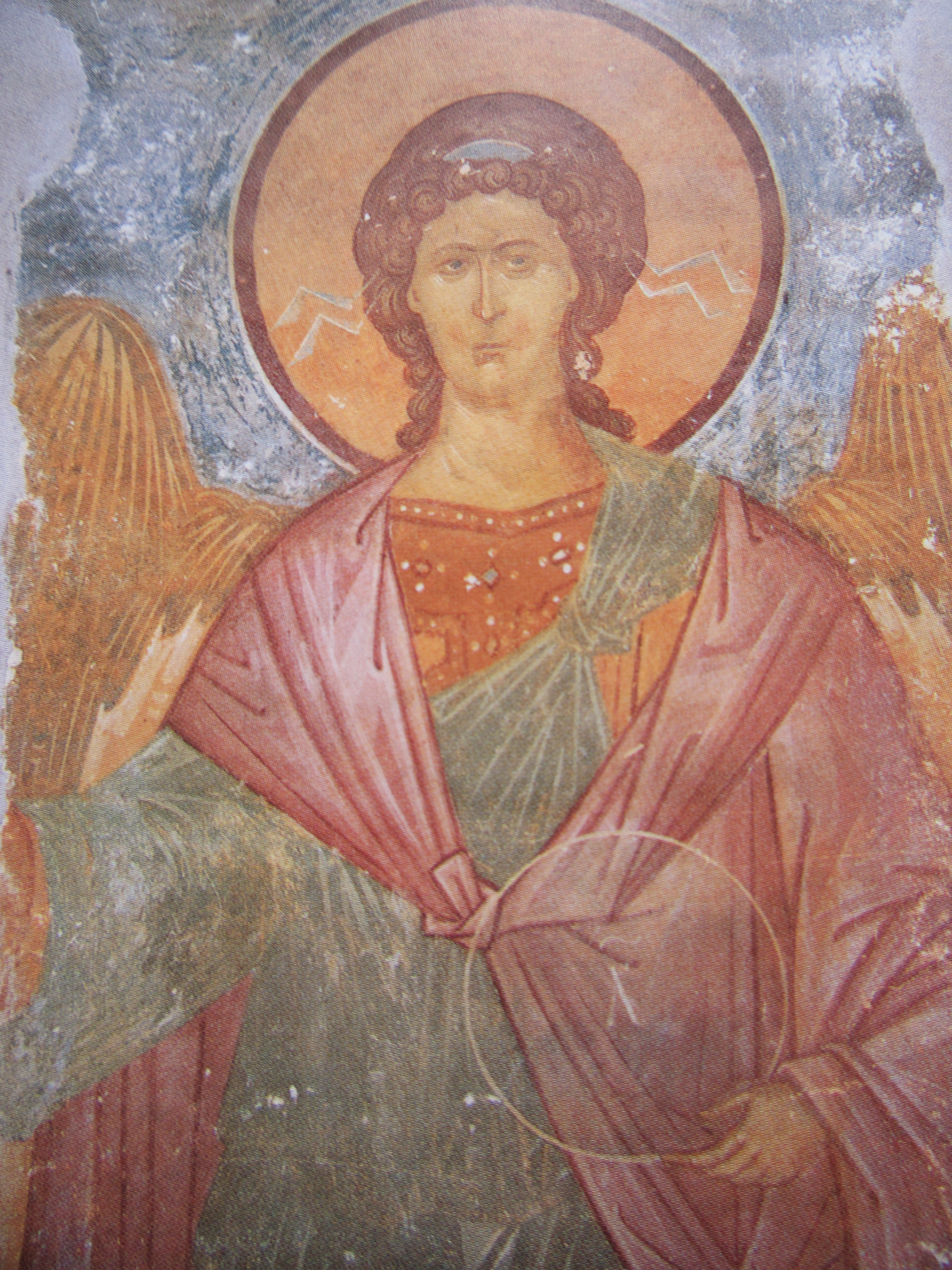
Archange au monastère de Ferapontov
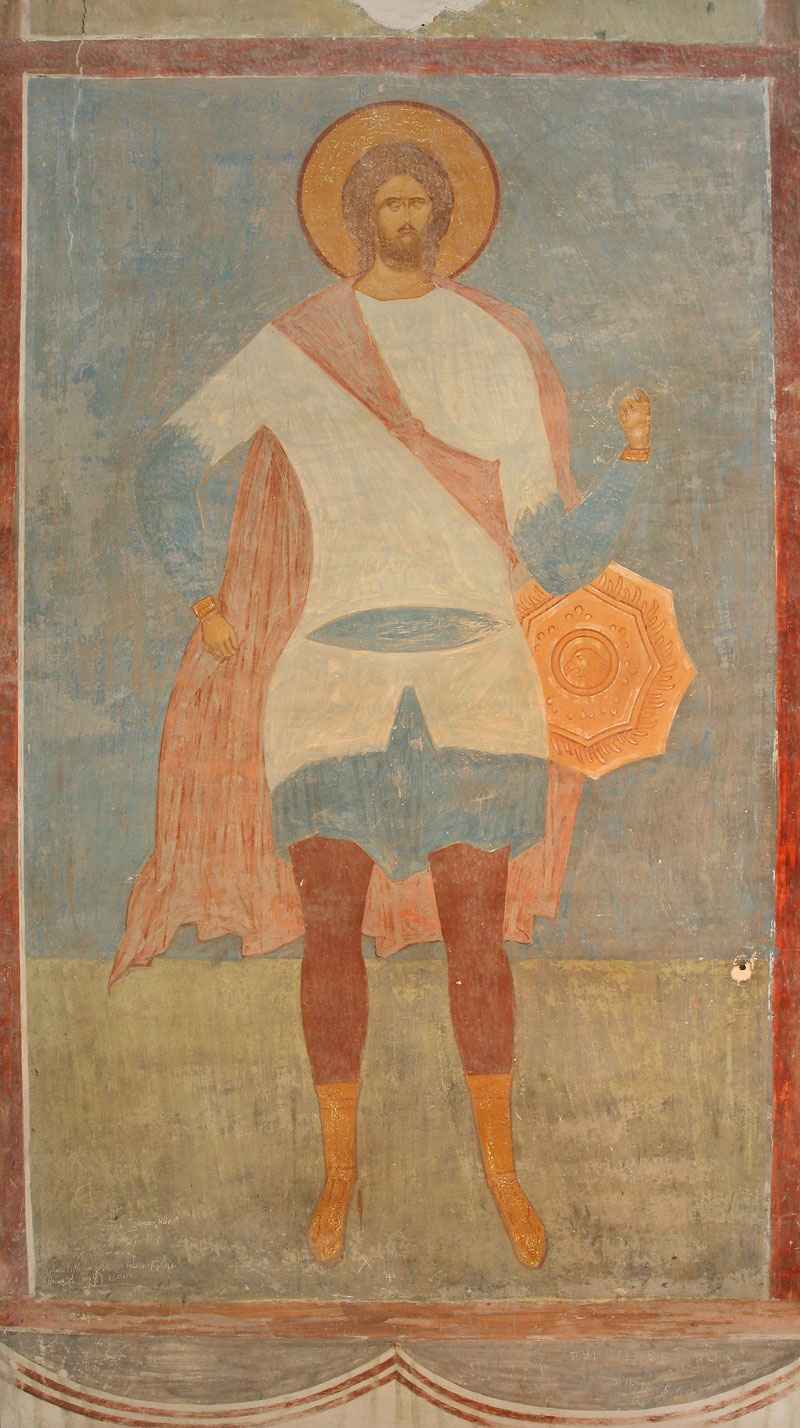
Fresque de Dionisius représentant saint Nicétas le Goth
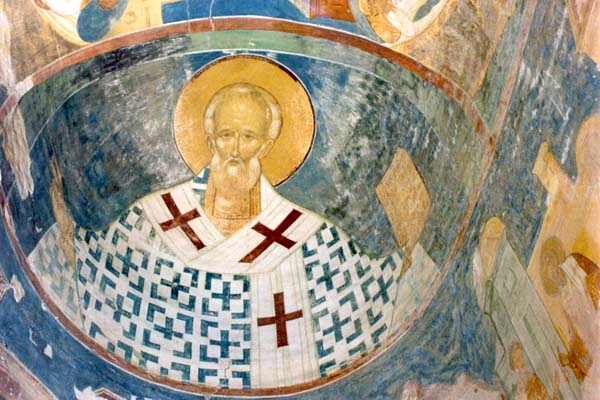
Fresque de Dionisius représentant saint Nicolas dans le cul-de-four du diakonik
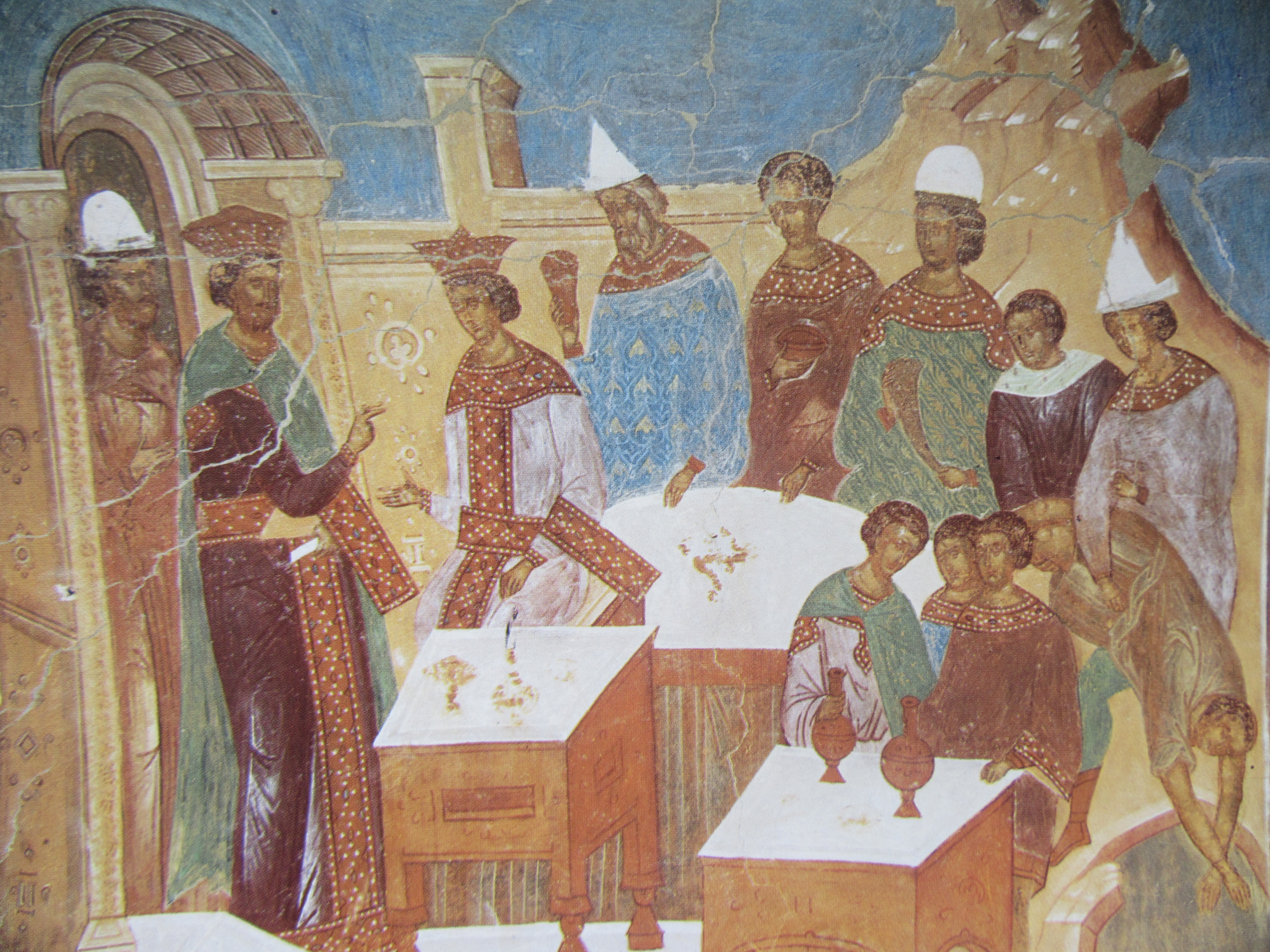
Fresque de Dionisius. La parabole du grand souper ou des invités qui se dérobent.
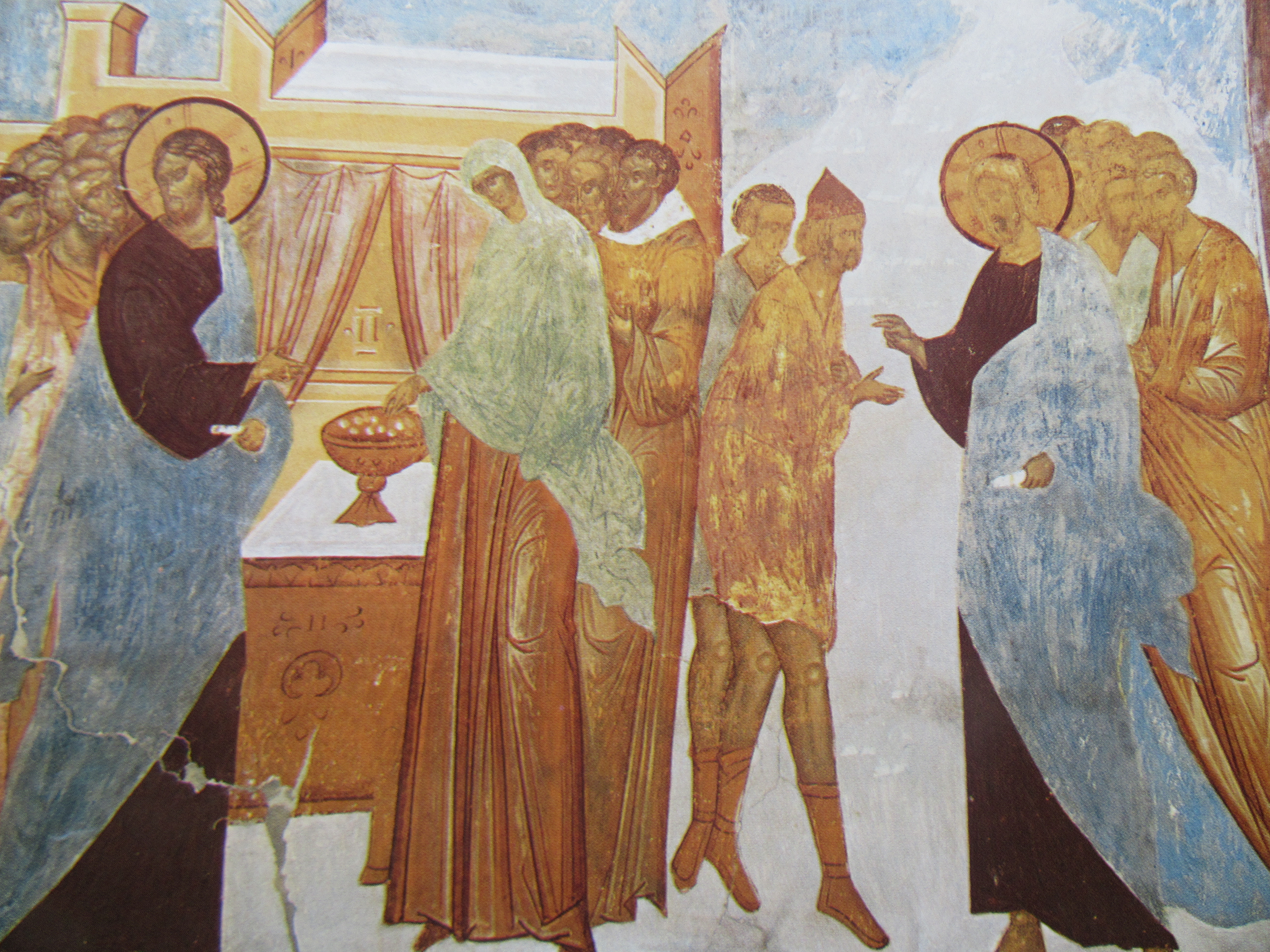
Fresque de Dionisius à Ferapontov, la parabole de l'obole et Guérison d'un aveugle-né
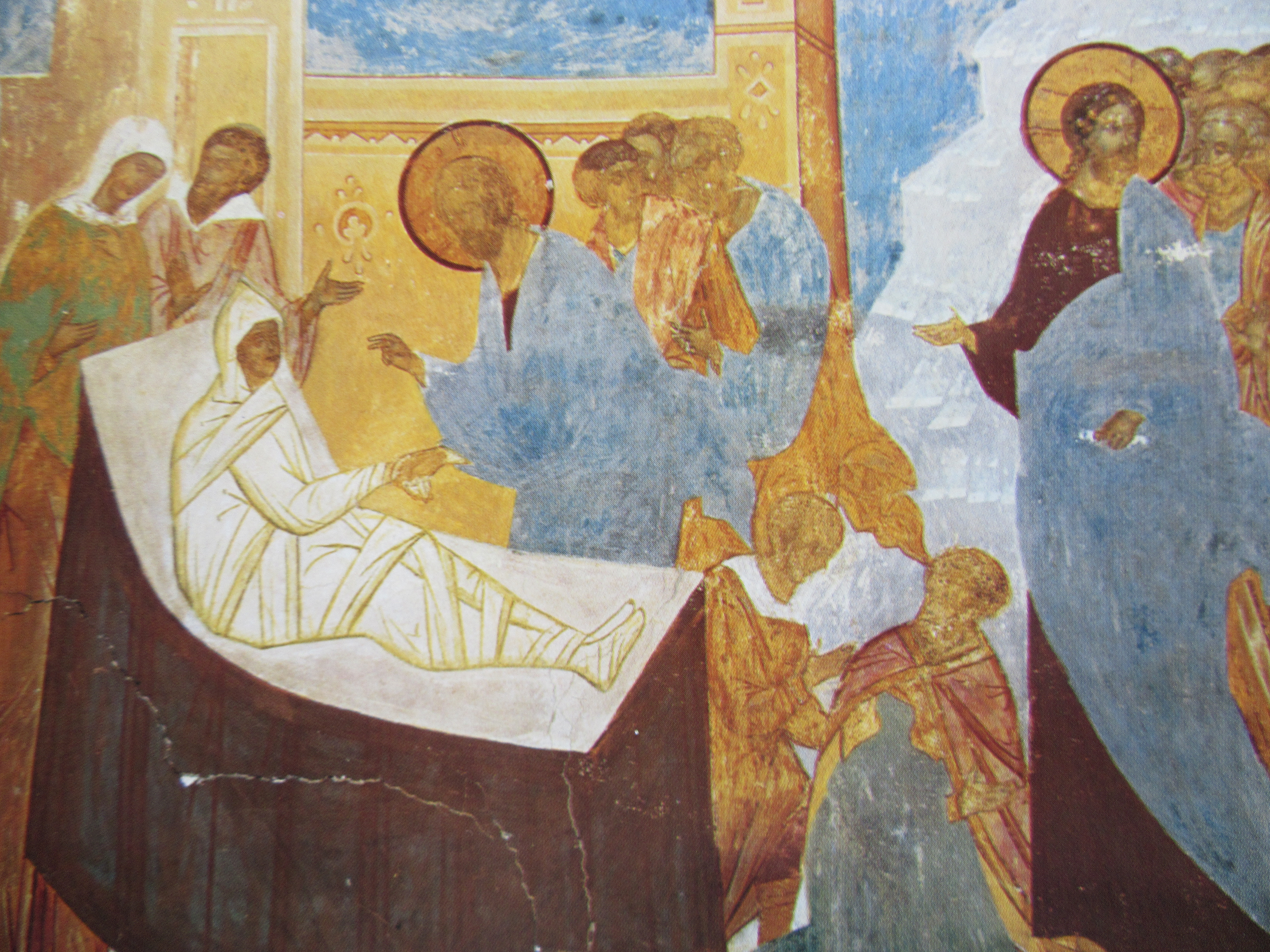
Résurrection de la  fille de Jaïre, monastère de Ferapontov
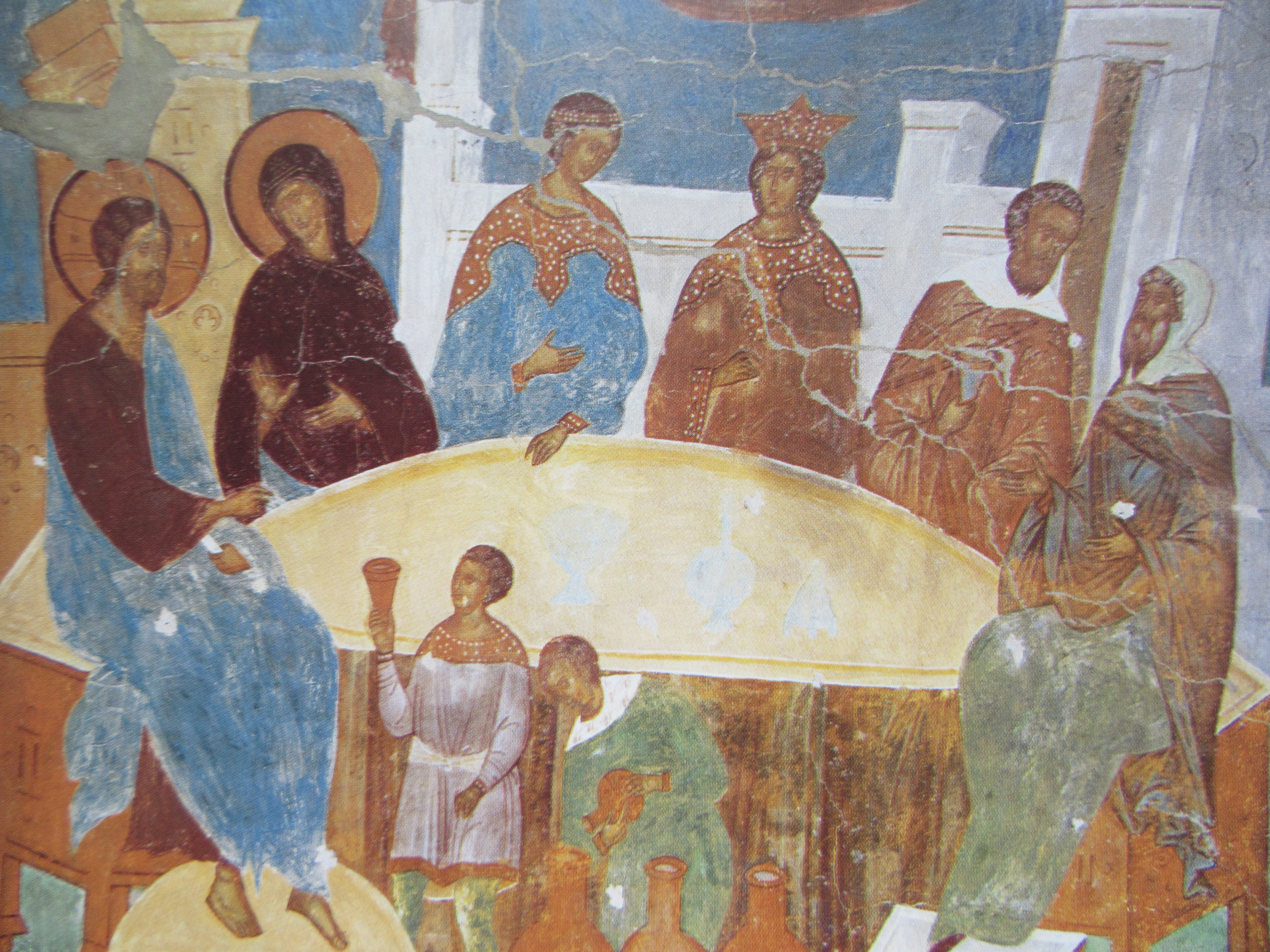
Les Noces de Cana, fresque de l'église de la Nativité-de-la-Vierge par Dionisius

## Le monastère et l'Église orthodoxe russe
Les projets de retour à la vie religieuse du monastère ont commencé depuis le tout début du XXIe siècle.
Aujourd'hui des services religieux ont lieu à l'église-porte du monastère et en été à l'église Saint-Martinien. Une première liturgie est célébrée depuis près d'un siècle à l'église de la Nativité-de-la-Vierge le 21 septembre 2016. L'Église orthodoxe russe n'a pas soulevé la question du retour de la liturgie dans l'église centrale du monastère, où se trouvent les fresques de Dionisius. L'évêque de Vologda, Ignace (Depoutatov), donne son accord le 8 juillet 2014 pour la formation d'une association orthodoxe « Cour (c'est-à-dire, hôtel-communauté) archiépiscopale Monastère-Férapontov », dans le but de faciliter le retour à la vie religieuse du monastère.
Le patriarche Cyrille se rend à Férapontov le 16 juin 2018 et ensuite le métropolite de Vologda, Ignace, déclare aux médias que rien ne peut être dit avec certitude sur la renaissance du monastère, mais même si un monastère fonctionnel est ouvert ici, cela n'empêchera en aucun cas le musée des fresques de Dionisius de fonctionner. Le 15 octobre suivant, le Saint-Synode donne son accord pour l'ouverture d'un monastère. Ainsi en 2019, le Trésor de l'État transfère à l'Église la propriété de Férapontov pour une durée de 490 ans en accord avec les objectifs de l'organisation religieuse.